# José Ivo Sartori
José Ivo Sartori ComMM (Farroupilha, 25 de fevereiro de 1948), conhecido também por Sartori, é um professor, filósofo e político brasileiro, filiado ao Movimento Democrático Brasileiro (MDB). Foi governador do estado do Rio Grande do Sul entre 2015 e 2019. É casado com Maria Helena Sartori, com quem tem dois filhos.
Natural da Serra Gaúcha, formou-se em filosofia pela Universidade de Caxias do Sul (UCS) e foi professor universitário e de cursos pré-vestibulares. Iniciou sua carreira política no movimento estudantil e entre 1972 a 1975 presidiu o Diretório acadêmico (DCE) da UCS. Em seguida, filiou-se ao Movimento Democrático Brasileiro (MDB) e foi eleito vereador em Caxias do Sul em 1976. Exerceu cinco mandatos consecutivos como deputado estadual e presidiu a Assembleia Legislativa entre 1998 a 1999. Durante o governo de Pedro Simon, foi secretário estadual do Trabalho e Bem-Estar Social entre 1987 a 1988.
Concorreu, sem sucesso, ao cargo de prefeito de Caxias do Sul em 1992 e 2000. Em 2002, elegeu-se deputado federal com quase cem mil votos. Em 2004, elegeu-se prefeito de Caxias no segundo turno com 52,4% dos votos. Quatro anos depois, reelegeu-se no primeiro turno com 54,3% dos votos, vencendo seu antecessor, Pepe Vargas.
Em 29 de junho de 2014, foi oficializada sua candidatura ao Palácio Piratini. Em uma reviravolta na reta final da campanha, classificou-se para o segundo turno juntamente com o governador Tarso Genro. Em 26 de outubro, venceu a eleição com 61,2% dos votos, sendo empossado o trigésimo oitavo governador do Rio Grande do Sul em 1º de janeiro de 2015. Em 2018, concorreu à reeleição, mas foi derrotado por Eduardo Leite.

## Família, educação e movimento estudantil

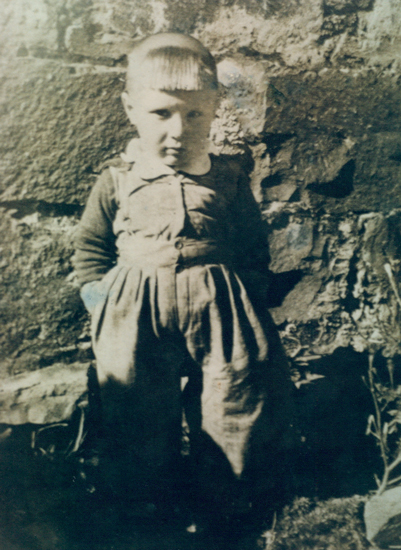
Sartori ainda criança, em fotografia de c. 1948-1949.

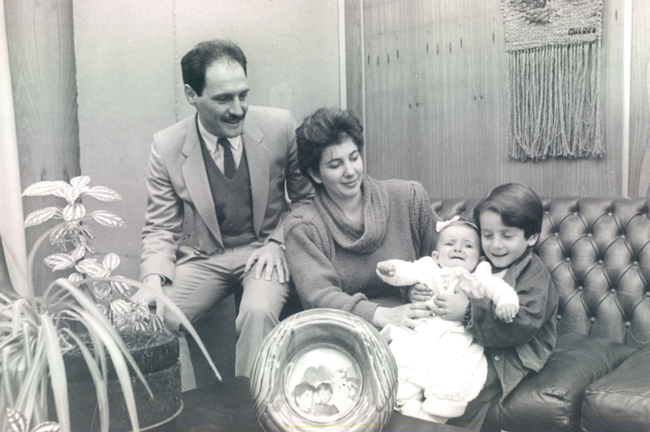
A família Sartori em 1986.

José Ivo Sartori nasceu na Capela de São Valentin, uma pequena localidade do interior de Farroupilha, Rio Grande do Sul, em 25 de fevereiro de 1948. Descendente de italianos, é o filho mais velho de Antônio Silva Sartori, que trabalhava como borracheiro, e de Elza Josefina Dengo Sartori, uma dona de casa. Além dele, o casal teve outros cinco filhos: Neuza, Janete, Luiz, Maria de Lourdes e Olmar. Durante a infância, trabalhou no campo ao lado do pai e de seus irmãos. Segundo relatou mais tarde, "Nós, as crianças, tínhamos de ajudar os adultos que estavam trabalhando na roça. Uma das nossas principais tarefas era levar a sporta onde eram carregados os mantimentos que seriam consumidos ao meio-dia, já que não era costume retornar para casa em meio ao trabalho."
Em 1959, a família Sartori mudou-se para um bairro mais próximo do centro de Farroupilha. Em 1961, foi estudar na cidade de Antônio Prado, onde cursou o antigo ginásio na Escola São José. Lá permaneceu durante cinco anos, época em que foi tesoureiro da primeira diretoria do Grêmio Estudantil daquela escola e participou da Juventude Estudantil Católica (JEC). Logo após completar dezoito anos, começou a estudar para ser padre no Colégio do Carmo, em Caxias do Sul, e no Seminário Maior, de Viamão, onde iniciou o curso de filosofia em 1969. Posteriormente, deixou o seminário e voltou para Caxias, onde concluiu os estudos na Universidade de Caxias do Sul (UCS). Neste período, fez parte do movimento estudantil e presidiu o Diretório acadêmico (DCE) daquela universidade entre 1972 a 1975. Como presidente do DCE, organizou eventos culturais, como uma palestra de Teotônio Vilela, e recepcionou os cantores Chico Buarque e Milton Nascimento.
Após graduar-se em filosofia em 1975, passou a dar aulas desta disciplina, além de história, moral e cívica, Organização Social e Política Brasileira e educação religiosa em universidades, escolas particulares e cursos preparatórios de vestibular. Foi sócio de Germano Rigotto, futuro governador do Rio Grande do Sul (2003-2007), de um curso pré-vestibular, chamado de "Cursão".
Em 9 de julho de 1976, casou-se com Maria Helena, sua ex-colega no curso de filosofia da UCS. Segundo José Ivo Sartori relatou, "tem gente que acha que foi a Maria Helena que me tirou do seminário. Não continuei porque foi uma opção. Eu achava que tinha uma propensão para casar e constituir família." O casal teve dois filhos: Marcos, nascido em 11 de novembro de 1982, e Carolina, nascida em 2 de outubro de 1986.
É associado ao Rotary Club de Caxias do Sul, RS, desde 2013, em que apoia ações humanitárias. 

## Carreira legislativa

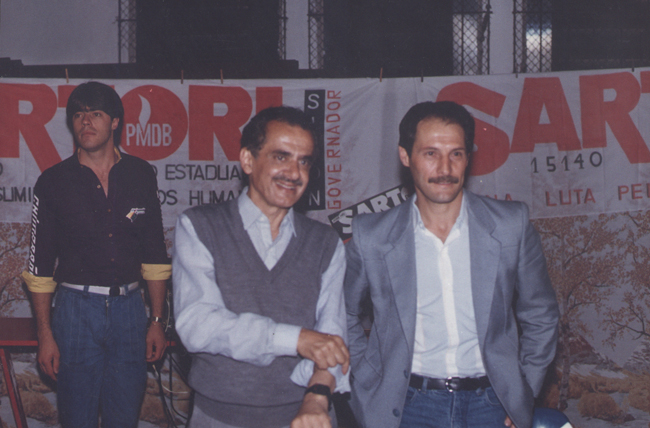
Sartori e o senador Pedro Simon, em 1986.

Em 1974, Sartori filiou-se ao Movimento Democrático Brasileiro (MDB), principal partido de oposição à Ditadura militar. Nas eleições municipais de 1976, foi eleito vereador de Caxias do Sul com 2.297 votos, sendo o terceiro mais votado de seu partido e o quarto entre todos os candidatos. Naquele ano, o MDB também elegeu o prefeito de Caxias, Mansueto de Castro Serafini Filho.
Em 1980, com a abertura partidária, filiou-se ao Partido do Movimento Democrático Brasileiro (PMDB), o sucessor do MDB. Sartori foi eleito deputado estadual em 1982, e reeleito em 1986, 1990, 1994 e 1998. Durante o governo de Pedro Simon, também do PMDB, foi Secretário estadual de Trabalho e Bem-Estar Social entre 1987 a 1988. Como deputado estadual, criou o Conselho Estadual do Idoso, a Casa do Artesão Gaúcho e foi autor da lei que permitiu o parcelamento do ICMS na importação de máquinas e equipamentos sem similar de fabricação nacional.
Em fevereiro de 1998, foi eleito presidente da Assembleia Legislativa, cargo que ocupou até fevereiro de 1999. Na presidência da Assembleia, foi governador interino duas vezes. Em março de 1999, foi admitido pelo presidente Fernando Henrique Cardoso à Ordem do Mérito Militar no grau de Comendador especial.
Entre 2001 a 2002, foi vice-presidente da União Nacional dos Legisladores e Legislativos Estaduais (UNALE). Nas eleições de 2002, elegeu-se deputado federal com 98.903 votos (1,68%). Na Câmara dos Deputados, atuou como membro titular das comissões de Constituição e Justiça e na de Educação e Cultura.

## Eleições para prefeito de Caxias do Sul

### Derrotas: 1992 e 2000
Em 1992, candidatou-se a prefeito de Caxias do Sul pela primeira vez. Sua coligação foi formada pelo Partido do Movimento Democrático Brasileiro (PMDB) e pelo Partido Popular Socialista (PPS). Sartori terminou em terceiro lugar com 34.631 votos (23,44%), sendo superado pelo prefeito eleito, Mario David Vanin (29,01%) e Pepe Vargas (26,97%). Não foi realizado um segundo turno entre Vanin e Pepe porque na época Caxias não tinha duzentos mil eleitores, número necessário para que o segundo turno seja disputado.
Em 2000, candidatou-se pela segunda vez ao executivo sul-caxiense. Desta vez, conseguiu o apoio do Partido Progressista Brasileiro (PPB). No primeiro turno, totalizou 43,11% dos votos válidos, classificando-se para o segundo turno com o então prefeito Pepe Vargas, do Partido dos Trabalhadores (PT), que ficou com 48,15%. Em um segundo turno disputado, Pepe venceu com 103.015 votos (50,20%), contra os 102.191 votos de Sartori (49,80%).

### Vitórias: 2004 e 2008

#### 2004
Em 2004, voltou a ser candidato a prefeito de Caxias. Sua coligação, denominada Caxias para Todos, foi composta por cinco partidos e o candidato a vice foi Alceu Barbosa Velho. Segundo as pesquisas de opinião, Sartori iniciou a campanha do primeiro turno na frente. No entanto, a campanha governista da deputada estadual Marisa Formolo conseguiu um crescimento nas últimas pesquisas do primeiro turno, garantindo um empate técnico. Em 3 de outubro, foi confirmado que seria realizado um segundo turno com Formolo, que conquistou 41% dos votos válidos, e Sartori, com 35%. O terceiro colocado, Ruy Pauletti, obteve pouco menos de 20% dos votos e declarou apoio a Sartori no segundo turno. Em 31 de outubro, foi eleito prefeito com 52,67% dos votos válidos.

#### 2008
Em 7 de julho de 2008, iniciou sua campanha à reeleição. Alceu Barbosa Velho foi novamente escolhido como seu candidato a vice-prefeito. A coligação liderada por Sartori recebeu o mesmo nome da de 2004 e contou com o apoio formal de catorze partidos. O único candidato de oposição foi Pepe Vargas, ex-prefeito que concorreu pela coligação Frente Popular, formada por quatro partidos.
Em julho de 2008, a coligação Frente Popular ingressou na justiça com um pedido para igualar o tempo na propaganda eleitoral de rádio e televisão. A coligação argumentou que o tempo da propaganda deveria ser distribuído de forma igualitária por haver apenas dois candidatos. Uma liminar negou o pedido, mantendo o tempo de vinte e um minutos para Sartori e nove para Pepe. Durante a campanha, um dos principais debates entre os candidatos foi a falta de água, que atingiu diversos bairros naquele ano. Todas as pesquisas de opinião pública indicaram proximidade entre Sartori e Pepe. Em 5 de outubro, foi reeleito com 54,35% dos votos válidos.

## Prefeito de Caxias do Sul
Em 1º de janeiro de 2005, foi empossado o trigésimo quarto prefeito de Caxias do Sul. Sua reeleição em 2008 garantiu-lhe o direito a um segundo mandato, de 1º de janeiro de 2009 até 1º de janeiro de 2013. Na eleição municipal de 2012, conseguiu eleger o sucessor, seu ex vice-prefeito e então deputado estadual Alceu Barbosa Velho, que foi eleito em primeiro turno.

### Principais iniciativas
Em agosto de 2007, a coleta seletiva de lixo, que existia desde 1991, foi mecanizada. Com isso, Caxias do Sul tornou-se a primeira cidade do país a implantar este tipo de coleta. Até maio de 2012, a coleta mecanizada atingia 35% da cidade e a quantidade de lixo reciclável coletado foi triplicado, chegando a um quarto do lixo produzido. Em parceria com associações de reciclagem, a prefeitura oferecia um incentivo para quem colaborasse. Neste sentido, foi criado em 2006 o programa "Troca Solidária", que troca lixo reciclável por alimentos. Estas iniciativas ajudaram a reduzir a quantidade de lixo nas ruas.
Ainda em 2007, foi criado a Comissão Interna de Prevenção de Acidentes e Violência Escolar (CIPAVE), que abrangia todas as escolas municipais. Entre os objetivos do CIPAVE, estão a conservação do patrimônio público, a atuação permanente em campanhas educativas, a prevenção de acidentes e primeiros socorros e a diminuição da violência escolar.
Com o objetivo de ligar as comunidades rurais com a área urbana, foi criado o Programa de Asfaltamento do Interior (PAI). Durante suas duas gestões, foram entregues 170 quilômetros de asfalto. O PAI foi financiado com recursos próprios da prefeitura e empréstimos com a Corporação Andina de Fomento (CAF) e o Banco Nacional do Desenvolvimento (BNDES).

#### Sistema Marrecas
Em 2009, as obras do Sistema de Abastecimento de Água Marrecas foram iniciadas. O Marrecas é considerada a maior obra do governo Sartori e tem como objetivo garantir o abastecimento de água para 250 000 habitantes pelos próximos vinte anos. Os estudos para a construção deste sistema iniciaram em 1966 e sua capacidade foi estimada em 33 bilhões de litros de água. Os gastos totais foram orçados inicialmente em R$ 130 milhões, mas as obras acabaram custando R$ 250 milhões. Segundo dados de dezembro de 2012, o governo federal arcou com R$ 150 milhões e o município destinou R$ 100 milhões de recursos próprios.
Em 22 de dezembro de 2012, o Sistema Marrecas foi inaugurado com a presença da presidente Dilma Rousseff e do governador Tarso Genro. No entanto, começou a funcionar apenas em setembro de 2014, já na administração do prefeito Alceu Barbosa Velho. O Sistema Marrecas é uma das obras mais polêmicas dos últimos anos na cidade, uma vez que já foi inaugurada várias vezes em solenidades oficiais, mas ainda apresenta dificuldades para funcionar adequadamente.

### Greve dos médicos
Um movimento grevista de médicos ligados ao Sistema Único de Saúde (SUS) iniciou em abril de 2010. Três dias após o início desta paralisação, a prefeitura conseguiu uma liminar na Justiça, suspendendo a interrupção dos trabalhos. Em setembro de 2010, iniciou-se uma nova paralisação, que afetou pouco mais de vinte mil pessoas naquele mês. Os médicos reivindicavam a adoção do piso nacional da categoria, a discussão do plano de carreira e da jornada de trabalho. A prefeitura considerava o aumento salarial, a principal reivindicação, um "absurdo e fora de contexto".
Em 3 de outubro de 2011, o Movimento Vivo em Defesa da Saúde Pública encaminhou a Câmara de Vereadores um pedido de impeachment de Sartori. O pedido baseou-se na acusação de crime de responsabilidade e improbidade devido a sua atuação na greve dos médicos. Um dia depois de protocolado, o pedido foi rejeitado pelos vereadores por unanimidade. Em dezembro de 2011, um acordo com o Sindicato dos Médicos garantiu a suspensão da paralisação até o final de seu governo.

### Opinião pública
Em agosto de 2008, um levantamento da Fato Pesquisa Social, realizado com oitocentos eleitores, indicou que 89,8% consideravam sua gestão como "ótimo ou boa" e 3,9% como "ruim ou péssima". Em setembro de 2012, uma pesquisa do Instituto Brasileiro de Opinião Pública e Estatística (IBOPE) revelou que 75% dos entrevistados aprovaram a gestão, 18% desaprovaram e 7% não sabiam ou não responderam. Ainda de acordo com o IBOPE, 62% consideraram o governo Sartori como "ótimo ou bom", 27% como "regular" e 7% como "ruim ou péssimo".

## Eleições estaduais de 2014

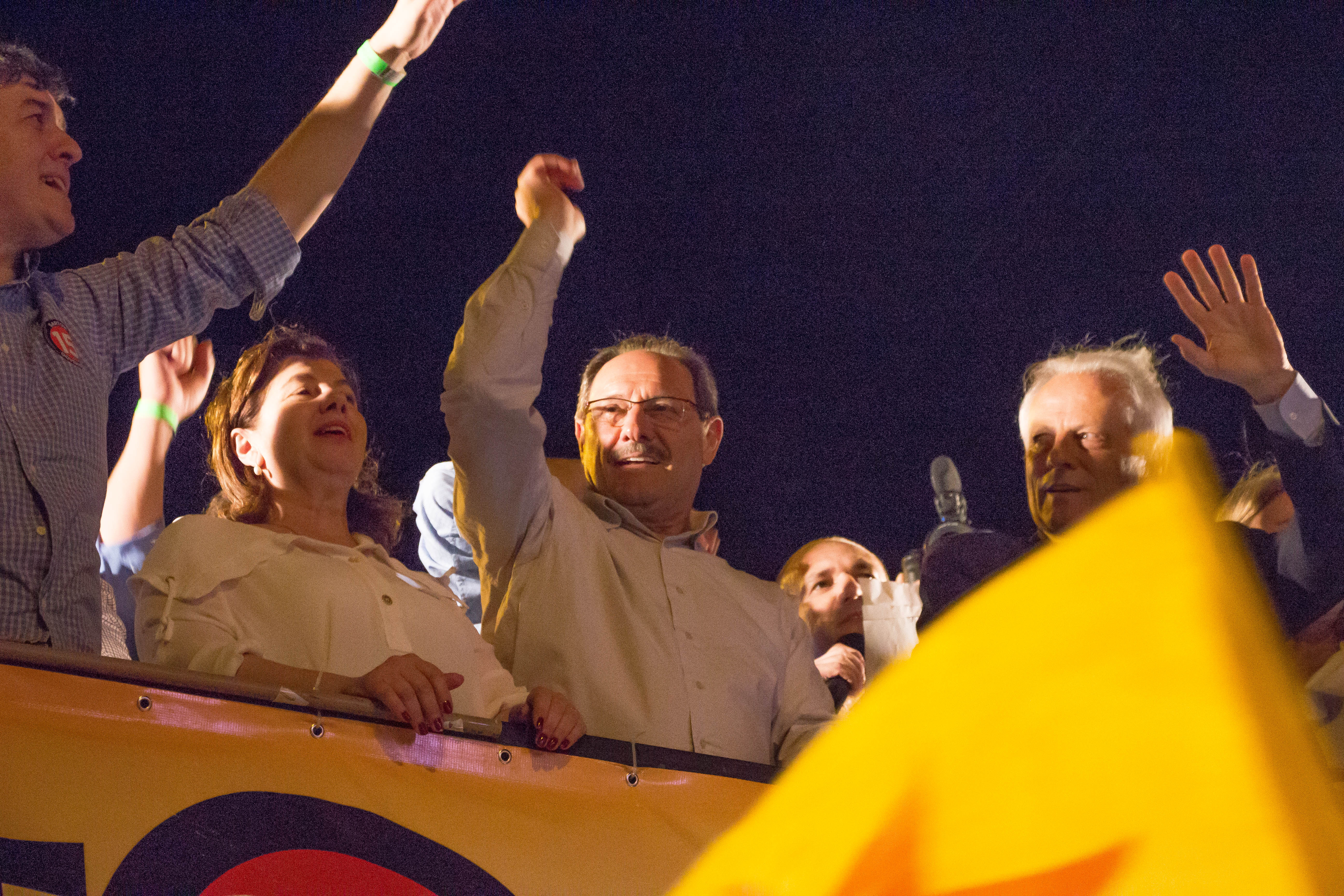
Comemoração da vitória de Sartori em Porto Alegre.

Sartori estava sendo cotado para concorrer ao governo do Rio Grande do Sul nas eleições de 2014 desde outubro de 2012. Em 29 de junho de 2014, foi oficializado candidato do PMDB ao governo do Estado pela coligação O Novo Caminho para o Rio Grande, composta também por outros sete partidos. O ex-presidente da Federasul, José Paulo Cairoli, foi escolhido candidato a vice-governador. Na disputa presidencial, a coligação de Sartori declarou apoio ao candidato Eduardo Campos (PSB). Com a morte deste, e a ascensão de Marina Silva, a coligação manteve o apoio ao PSB, apesar de divergências entre Marina e a coligação.
Nas primeiras pesquisas de opinião, tinha menos de 6% da preferência do eleitorado. Nas últimas semanas do primeiro turno passou a crescer nas pesquisas, empatando com a senadora Ana Amélia Lemos (PP) na última pesquisa realizada pelo IBOPE. De acordo com analistas, o crescimento de Sartori ocorreu devido a soma de alguns fatores, entre os quais estão: Ana Amélia sofreu diversos ataques de seus adversários e não conseguiu respondê-los, enquanto Sartori passou a campanha do primeiro turno praticamente sem ser atacado; a grande estrutura partidária do PMDB-RS; a mobilização da militância; a ideia de se apresentar como uma alternativa menos belicosa que Tarso Genro (PT) e Ana Amélia; uma opção ao chamado voto antipetista; o uso das redes sociais; além de outros motivos.
Em 6 de outubro, foi o candidato mais votado com 40,4% dos votos válidos, classificando-se para o segundo turno com Tarso, que ficou com 32,5%. No segundo turno, recebeu o apoio da terceira colocada, Ana Amélia, e declarou apoio formal ao candidato a presidente Aécio Neves (PSDB). Em 20 de outubro, uma declaração sobre o piso do magistério causou polêmica e se tornou destaque nacional, sendo criticada por professores e por Tarso na propaganda eleitoral. No entanto, Sartori manteve uma liderança de 15-20% em relação a Tarso nas pesquisas de intenção de votos. Em 26 de outubro, foi eleito governador com 3.859.611 votos (61,79%), vencendo em mais de 90% dos municípios. A votação de Sartori foi a mais expressiva de um candidato a governador do Rio Grande do Sul desde que o segundo turno foi instituído, em 1990.

## Governador do Rio Grande do Sul

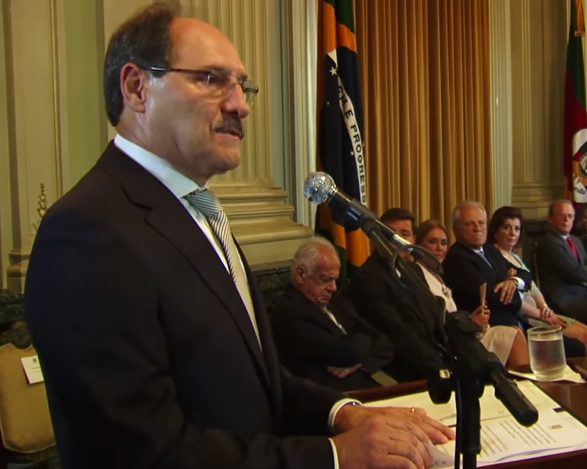
Sartori discursando em sua cerimônia de posse como governador, em 2015.

Sartori foi empossado como o 38º governador do Rio Grande do Sul em 1º de janeiro de 2015. Após afirmar em seu discurso de posse que faria medidas "duras" e "difíceis" para resolver a situação financeira do Estado, assinou alguns decretos que cortaram despesas, o que incluiu a suspensão de concursos públicos e nomeações durante seis meses. A nomeação da primeira-dama e deputada estadual Maria Helena como secretária estadual foi polêmica, especialmente por gerar acusações de nepotismo.
Com uma base governista composta por 60% dos deputados, inicialmente composta desde o PDT ao PSDB, conseguiu ao longo do primeiro ano de governo a aprovação de quase todos os projetos de leis formulados pelo executivo e que visavam reorganizar a estrutura do estado e cortar gastos. Entretanto, alguns projetos de lei, como os de aumentos de impostos, obtiveram votações apertadas, sendo que a do aumento do ICMS foi aprovado por 27 a 26. Até julho de 2018, o governo conseguiu a aprovação de 86% dos projetos submetidos ao legislativo, com apenas dois sendo rejeitados. Ao final do governo, o vice-governador Cairoli criticou a relação do governo com os deputados, alegando que, para a aprovação das iniciativas de Sartori, "se negociava estágios."
O governo parcelou os salários de seus servidores pela primeira vez em julho de 2015, causando greves dos servidores. Os parcelamentos continuaram ocorrendo até o final do governo, contrariando decisões judiciais do Tribunal de Justiça e do Supremo Tribunal Federal. O CPERS, sindicato dos professores, protocolou um pedido de impeachment contra o governador, alegando que o executivo estava reiteradamente descumprindo as decisões judiciais que proibiam o parcelamento dos salários; o pedido foi arquivado por Silvana Covatti, presidente da Assembleia Legislativa. Outro sindicato, o Sintergs, demandou uma intervenção federal para garantir o pagamento dos salários, mas o pedido foi rejeitado, por unanimidade, pelo TJ-RS, que concluiu que o governador não incorreu em "recusa deliberada em cumprir as decisões judiciais", bem como que o parcelamento era resultado de uma "crise financeira notória." Como resposta, Sartori afirmou que o parcelamento ocorria pois faltava dinheiro, mas que buscava contornar a situação.
Também devido a crise financeira, o estado deixou de pagar em dia parcelas de sua dívida com a União no ano de 2015, gerando ao longo daquele ano bloqueios de suas contas pelo Tesouro Nacional. Ainda em 2015, sancionou a criação da previdência complementar, estabelecendo o teto do INSS para o pagamento de aposentadorias e pensões, e a Lei de Responsabilidade Fiscal Estadual, que impôs regras para o crescimento do gasto público, tornando o Rio Grande do Sul o primeiro estado a aprovar uma legislação própria de responsabilidade fiscal. No final de 2016, Sartori enviou à Assembleia um pacote de ajuste fiscal propondo a extinção de onze órgãos, a demissão de pouco mais de mil servidores e a diminuição do número de secretarias para 17, prevendo a extinção de órgãos como a Fundação Zoobotânica e a privatização da CEEE e a Sulgás. O projeto recebeu oposição de servidores e partidos de esquerda e, embora em sua maior parte tenha sido aprovado, medidas judiciais (mais tarde revistas) impediram a extinção de algumas fundações. Sartori não conseguiu, ainda, o aval para a realização de plebiscito, que ocorreria juntamente com as eleições de 2018, para a privatização de estatais (como a CEEE, CRM e Sulgás), uma exigência constitucional.

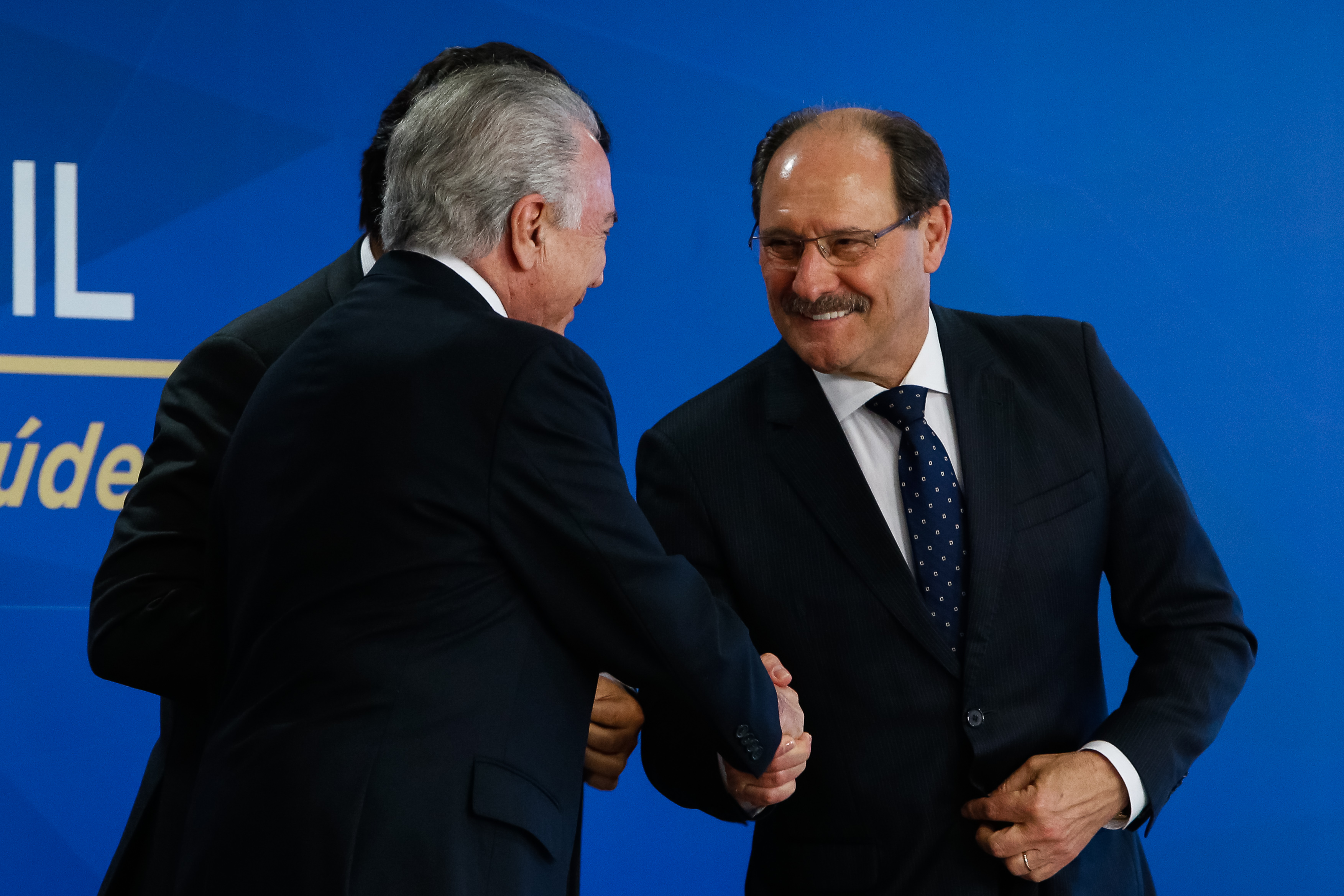
Sartori cumprimentando o presidente Michel Temer, em agosto de 2017.

A contenção dos gastos atingiu a segurança pública, que entrou em colapso nos primeiros anos do governo Sartori. As ocorrências incluíam desde latrocínios em bairros nobres de Porto Alegre a ataques contra ônibus. O latrocínio de uma mulher em um bairro nobre da capital foi considerada a "gota d'água", levando o governador a rever a política para a segurança pública: demitiu Wantuir Jacini, trocando-o por Cezar Schirmer, que ganhou a autorização de Sartori para se sobrepor à equipe econômica e destinar mais verbas para a área, além da convocação da Força Nacional de Segurança Pública e a contratação mais de três mil policiais militares, apesar de o efetivo da Brigada Militar ter registrado seu menor efetivo em décadas. As ações do governo resultaram na diminuição da criminalidade no estado; posteriormente, Sartori classificou a crise da segurança como o ponto mais difícil de seu governo e a "superação na segurança" como a melhor parte.
Sartori iniciou 2017 negociando com o governo federal o ingresso do estado no Regime de Recuperação Fiscal, que permitiria o congelamento do pagamento da dívida com a União por três anos e a obtenção de empréstimos. O acordo previa que o governo estadual deveria realizar cortes nos gastos com a máquina pública. As negociações não avançaram por conta das dificuldades do governo Sartori em comprovar que o estado comprometia 70% da receita com o pagamento dos servidores e a privatização do Banrisul, uma exigência do governo federal não admitida pelo governador. O governo estadual não pagava as parcelas da dívida desde agosto de 2017, usando o dinheiro para pagar os salários dos servidores. O Supremo Tribunal Federal concedeu liminar suspendendo os pagamentos, a qual foi parcialmente revogada em dezembro de 2018, autorizando a União a executar contragarantias de empréstimos, mas impedindo-a de bloquear as contas do estado. O Rio Grande do Sul terminou 2018 com um déficit de R$ 2,7 bilhões, inferior ao déficit de R$ 5,6 bilhões quando Sartori assumiu o governo.

### Eleições estaduais de 2018

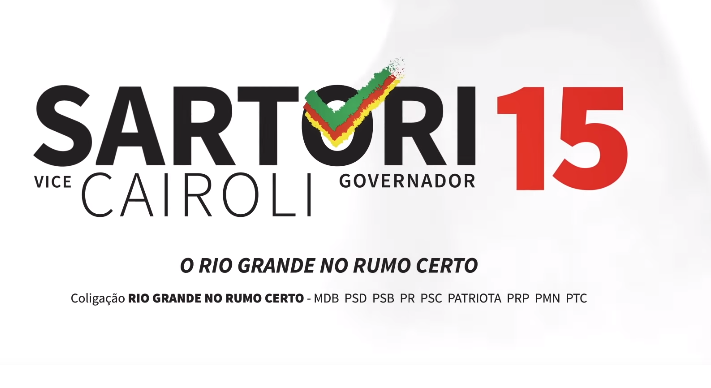
Propaganda da campanha de Sartori à reeleição em 2018.

Sartori não queria concorrer à reeleição na eleição de 2018, mas acabou disputando novamente o governo estadual a pedido do MDB. O governador contava, segundo pesquisa do instituto Paraná Pesquisas em junho de 2018, com uma avaliação negativa de 55,8% dos eleitores, contra 39,6% de aprovação, e tinha em Eduardo Leite (PSDB), Miguel Rossetto (PT) e Jairo Jorge (PDT) seus concorrentes mais fortes. Sartori desejava montar uma chapa que tivesse Leite como seu candidato a vice-governador, com as duas vagas ao Senado sendo preenchidas por Ana Amélia (PP) e Beto Albuquerque (PSB). Leite decidiu pela candidatura própria e Ana Amélia foi candidata a vice-presidente de Geraldo Alckmin (PSDB), levando o PP a apoiar Leite. Ainda assim, Sartori garantiu a maior coligação da eleição estadual, com apoio de nove partidos (incluindo PSD, PSB e PR); Cairoli voltou a ser candidato a vice-governador, enquanto Albuquerque e José Fogaça foram os candidatos ao Senado pela coligação do governador. Na eleição presidencial, apoiou seu partidário Henrique Meirelles.
Em 7 de outubro, Leite e Sartori avançaram para o segundo turno; Leite recebeu 35,9% e Sartori, 31,1%. Um dia depois, Sartori declarou apoio à candidatura de Jair Bolsonaro (PSL), também apoiado por Leite que, embora inicialmente hesitante, decidiu por um apoio crítico. Sartori recebeu e explorou o apoio do candidato a vice de Bolsonaro, Hamilton Mourão, e do PSL, adotando a expressão "Sartonaro." Apresentando propostas semelhantes, Sartori pregou dar continuidade às mudanças implementadas, usando como slogan "o gringo tá certo", enquanto Leite defendia dar um ritmo mais acelerado para a resolução dos problemas do estado. As pesquisas no início do segundo turno indicavam o tucano com uma vantagem folgada, mas, à medida que o dia da eleição se aproximava, a diferença entre ambos diminuiu, chegando a estarem em empate técnico na boca de urna do Ibope. Em 28 de outubro, Leite foi eleito governador com 53,62% dos votos válidos. De acordo com o GaúchaZH, o apoio irrestrito de Sartori a Bolsonaro foi um fator que beneficiou Leite, que derrotou o governador nos redutos petistas. O jornal também acrescentou como motivos para a derrota de Sartori a má relação com os servidores e os desgastes sofridos com a crise financeira. O Rio Grande do Sul manteve, assim, seu histórico de não reeleger governadores.

## Pós-governo gaúcho
Após deixar o governo gaúcho, Sartori decidiu viver um ano sabático, afastando-se de eventos públicos e adotando uma postura discreta, além de usar seu tempo livre para ficar com a família e cuidar da saúde. Durante a eleição de 2020 para a prefeitura de Caxias do Sul, lideranças partidárias acreditavam que pudesse concorrer novamente, o que contudo não se concretizou. Seu apoiado, Carlos Búrigo, cuja campanha exaltou a imagem de Sartori, perdeu ainda no primeiro turno.

## Histórico eleitoral
A tabela abaixo revela o desempenho de Sartori em todas as eleições que disputou. De 1976 a 2018, Sartori concorreu em treze eleições, ganhando dez e perdendo duas eleições à prefeitura de Caxias do Sul (1992 e 2000) e uma ao governo do Rio Grande do Sul (2018).